# Marlowe-Theorie

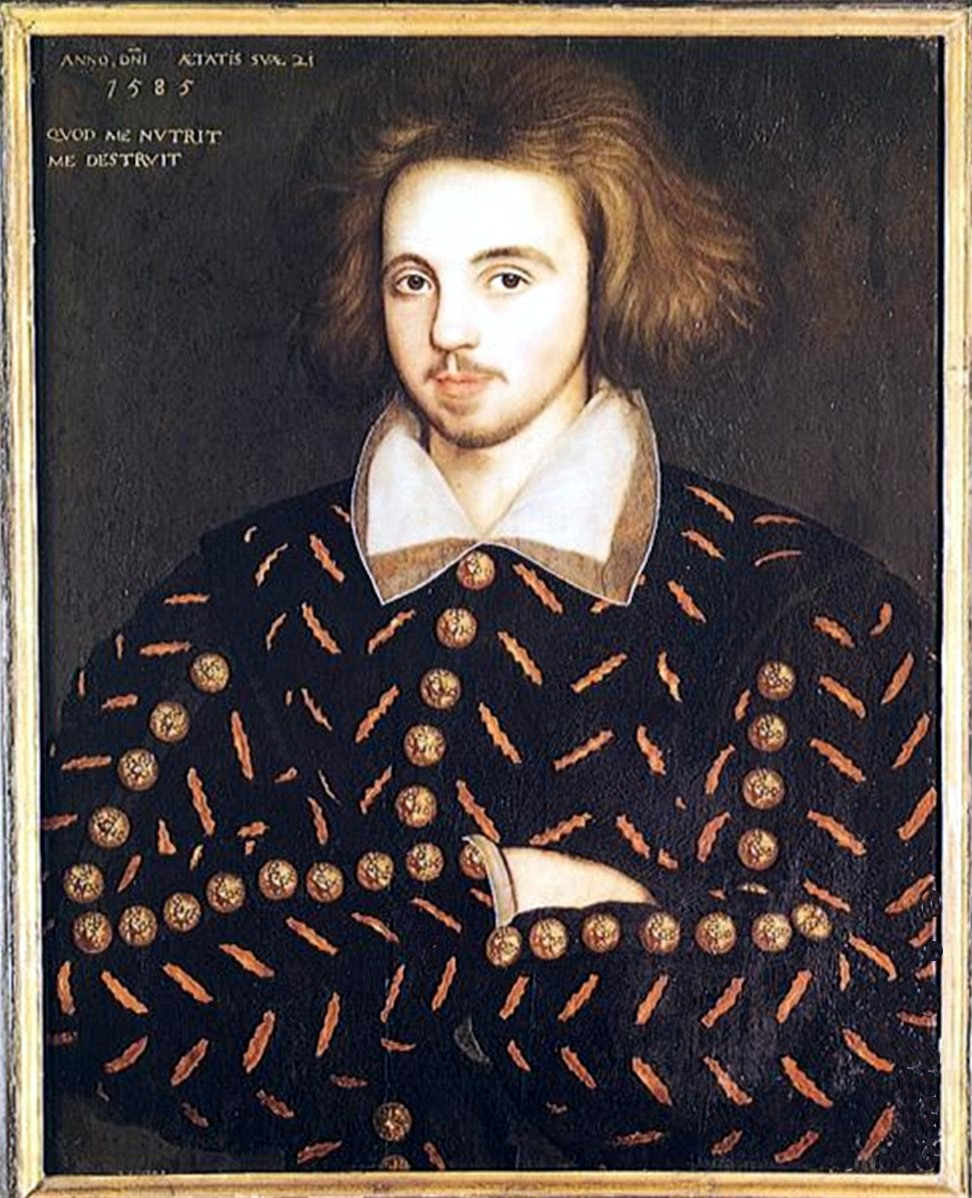
Restauriertes Porträt einer 21-jährigen Person, datiert auf das Jahr 1585, mit lateinischer Inschrift AETATIS SVAE 21 („in seinem 21. Jahr“) und einem lateinischen Motto Quod me Nutrit me Destruit („Was mich ernährt, zerstört mich“), das mit einer gewissen Plausibilität Christopher Marlowe 1585 darstellen dürfte. Es wurde 1953 in beschädigtem Zustand bei Renovierungsarbeiten in der Masters Lodge des Corpus Christi College, Cambridge (England), entdeckt.

Die Marlowe-Theorie geht davon aus, dass das im Mai 1593 wegen Anschuldigungen des Hochverrats („Treason“) mit der Todesstrafe bedrohte Dramatikergenie Christopher Marlowe gezwungen war, seinen Tod vorzutäuschen, seine Identität und seine Namen dauerhaft aufzugeben, in der Anonymität und inneren Verbannung/Exil weiter zu leben und fortan unter zahlreichen Pseudonymen, einschließlich William Shakespeare, zu schreiben und zu veröffentlichen. Das Pseudonym Shakespeare wurde demzufolge 1593 erwählt, da sich ein realer Strohmann William Shakspere aus Stratford gegen Honorierung in London bereitgefunden habe, Marlowe zur Erhöhung seiner bedrohten Sicherheit „leibhaftig“ zu maskieren.

## Grundannahmen der Theorie

### These 1
Erste Grundannahme (These 1) der Theorie ist der Zweifel, dass William Shakespeare aus Stratford mit dem Dichter und Werkeverfasser William Shakespeare identisch gewesen sein kann (siehe dazu Shakespeare Urheberschaftsdebatte).

### These 2
Zweite Grundannahme (These 2) der Theorie ist, dass Christopher Marlowe am 30. Mai 1593 nicht zu Tode kam, sondern sein zum vermeintlichen Zeitpunkt mit der Todesstrafe bedrohtes Leben durch einen vorgetäuschten Tod (30. Mai 1593) samt Identitäts- und Namenswechsel und Hilfestellung der Krone (Lord Burleigh, William Cecil) gerettet wurde.

### These 3
Die dritte aus These 2 ableitbare Annahme (These 3) besteht darin, dass Marlowe nach dauerhafter Aufgabe von Identität und Namen unter einer schwer fassbaren Anzahl von Decknamen, Initialen bzw. Pseudonymen (einschließlich William Shakespeare) viele Dekaden literarisch aktiv war. Der weitaus größte Teil der bis heute bestehenden Unplausibilitäten der Autorschaftsdebatte soll mit diesen Thesen beseitigt werden.

## Geschichte der Marlowe-Theorie
- 1819/20 wurde in zwei anonymen Veröffentlichungen im Monthly Review die Theorie vorgeschlagen, dass Christopher Marlowe ein Pseudonym („nom de guerre“) für Shakespeare war. Der anonyme Autor wurde später als ein gewisser William Taylor aus Norwich identifiziert.[5][6]
- 1895 vermutete Wilbur Gleason Zeigler, dass Shakespeares Werke von Marlowe stammen müssten.[7]
- 1920 schrieb Henry Watterson in der New York Times (18. Juli) über seine Überzeugung, dass Marlowe Shakespeare gewesen sein müsse.
- 1923 schlug Archie Webster in einem Essay[8] insbesondere aufgrund einer eingehenden Analyse der Sonette vor, dass Marlowe der wahre Autor der Shakespeare’schen Werke sein müsse. Webster hatte zu dieser Zeit noch keine Kenntnis von Hotsons bahnbrechender Entdeckung des Todeshergangs Marlowes.
- Erst 1925 entdeckte Leslie Hotson in den britischen Staatsarchiven den in lateinischer Schrift verfassten Bericht (Coroners Report) des William Danby von 1593, der die seit Jahrhunderten tradierte Todesursache Marlowes („Wirtshausschlägerei“ …killed in a drunken fight etc.) revidierte.
- 1952 war es Roderick L. Eagle,[9] der die Todesumstände Marlowes zum Anlass nahm, über einen vorgetäuschten Tod zu spekulieren.
- 1955 publizierte Calvin Hoffman die wohl einflussreichste Monographie über die Marlowe-Theorie. Eine wesentliche Argumentation bestand in der vergleichenden Textanalyse und Darstellung von Textparallelismen zwischen Christopher Marlowe und William Shakespeare.
- 1994 entwickelte die Wissenschaftlerin A. D. Wraight in ihren Büchern In Search of Christopher Marlowe (zusammen mit Virginia Stern) und The Story that the Sonnets Tell insbesondere anhand einer Sonett-Analyse die Marlowe-Theorie weiter. Seit dieser Zeit haben sich verschiedene Autoren mit der Marlowe-Theorie auseinandergesetzt.
- 2001 produzierte Michael Rubbo, ein australischer Dokumentarfilmer, einen Fernsehfilm,[10] in dem er die Pros und Kontras der Marlowe-Theorie darstellte.
- 2008 erschienen zwei neue Monografien über die Marlowe-Shakespeare-Theorie von Samuel L. Blumenfeld.[11] und Daryl Pinksen[12]
- 2011 erschien in der Serie Terra X (ZDF) die Dokumentation Das Shakespeare-Rätsel (Atlantis Film, Regie Eike Schmitz), das die Marlowe-Theorie darstellt.
- 2011 entwickelte Bastian Conrad (prof.emeritus) TU München, klin. Neurowissenschaften, in einer (ersten deutschen) Marlowe Monografie 2011 auf 700 Seiten (5. Auflage 2016) die Multi-Pseudonymitäts-Theorie, die nachweist bzw. nachzuweisen sucht, dass das im Mai 1593 wegen Hochverrat, (Treason), Aufruhr (Rebellion) und Volksverhetzung (Sedition) mit der Todesstrafe unmittelbar bedrohte Dichter-/Dramatiker-Genie und Superstar des Londoner Theaters, nur mit Hilfe der Krone (William Cecil) und assistierter Todesvortäuschung gerettet werden konnte: Marlowe gab nach dieser Theorie dauerhaft seine Identität und seinen Namen auf, und lebte ab der 2. Jahreshälfte 1593 in einer inneren und äußeren Verbannung bzw. Exil und schrieb unter einer kaum fassbaren Zahl von Pseudonymen, Decknamen (einschließlich Shakespeare) bzw. anonymen (nicht identifizierbaren Initialen). Man muss zugleich berücksichtigen, dass Marlowe bereits vor seinem vermeintlichen Tod nie eines seiner Werke unter seinem Namen hatte drucken lassen: er dürfte sich früh der außergewöhnlichen Gefährdung seiner, jegliche Norm sprengenden, Persönlichkeit bewusst gewesen sein.[13]
- 2020 erschien eine Monografie über stilometrische Unterschiede zwischen Marlowe und Shakespeare von Hartmut Ilsemann Phantom Marlowe: Paradigmenwechsel in Autorschaftsbestimmungen des englischen Renaissancedramas. Düren: Shaker, 2020.
- 2021 kam Pal Faklen, der Herausgeber von 'Grafologia' (Budapest) anhand von Vergleichen der Handschriften zwischen Shakespeare und Marlowe zu der Überzeugung, dass Marlowe mit dem 'wahren" Shakespeare identisch gewesen sein müsse.[14][15]

## Marlowes Tod
Gegen die Theorie, dass Marlowes Tod vorgetäuscht wurde, wurde angeführt, dass sechzehn „Juroren“ bei der Leichenbeschau (Coroners Inquest) anwesend waren und dass ein Mangel an direkten Beweisen für ein Weiterleben von Marlowe, jenseits von 1593 bestehe. Zugleich argumentieren manche Shakespeare-Forscher, dass Stil der Werke und die Weltsicht Marlowes zu verschieden von der Shakespeares seien, sodass eine Evidenz mehr auf Shakespeare als Marlowe hinweise.

### Die Untersuchung („The Inquest“)
Entsprechend den Quellen über Marlowes Tod, entdeckt erst 1925 durch Leslie Hotson, starb Marlowe als Ergebnis einer Messerstichverletzung oberhalb des rechten Auges, die Marlowe von Ingram Frizer nach einem Abendessen am 30. Mai 1593 zugefügt wurde. Zusammen mit zwei anderen Männern, dem Kurier des Kronrates Robert Poley und Nicholas Skeres, hatten sie den Tag zusammen im Hause der Witwe Eleanor Bull, der Cousine von Lord Burghley, verbracht. Zwei Tage später, am 1. Juni 1593, erfolgte die richterliche Untersuchung durch den Leichenbeschauer und Untersuchungsrichter von Königin Elisabeth I., den Coroner to The Queen’s Household William Danby. Die Untersuchungskommission (The Jury) kam zu dem Urteil, dass sich die Tötung im Wege der Selbstverteidigung ereignete. Der Leichnam von Christopher Marlowe, des famous gracer of tragedians, wie ihn Robert Greene nannte, wurde am 1. Juni 1593 in einem nicht markierten Grab im Kirchhofe von St. Nicholas, Deptford, begraben. Königin Elisabeth I. erteilte nur vier Wochen später dem Mörder Frizer absolute Begnadigung, ein bemerkenswert kurzes Zeitintervall nach einem Kapitalverbrechen, begangen innerhalb der Zwölf-Meilen-Zone der Königin (within the verge).
Zu den zuletzt veröffentlichten Büchern bzw. Artikeln über Marlowes Tod scheint die Beobachtung bedeutsam, dass die meisten Autoren davon ausgehen, dass der Untersuchungsbericht („coroners report“) eine „Fabrikation“ war und die Zeugen wahrscheinlich nicht die Wahrheit sagten. Anhänger der Marlowe-Theorie gehen einen Schritt weiter und argumentieren, dass, wenn Frizer, Poley und Skeres über die Ereignisse gelogen haben, könnten sie genauso gut über die Identität der Leiche selbst gelogen haben. Mit anderen Worten: Auch wenn sie behaupteten, es sei Marlowes Leichnam gewesen, waren sie, soweit bis heute bekannt, die Einzigen, die Marlowe (bzw. den Leichnam einer anderen Person, den die Jury zu untersuchen hatte) identifizieren konnten. Verschiedene Kommentatoren fanden Details des Tötungsaktes nicht überzeugend. Es gebe keine Gründe, die Ehrenhaftigkeit der Jury bei Marlowes Todesuntersuchung (Coroners Inquest) anzuzweifeln, und daher waren die Zeugenaussagen offensichtlich plausibel genug, um die Jury zufriedenzustellen. Anstatt zu fragen „Warum wurde Marlowe getötet?“, wird bei der Marlowe-Theorie die Frage umformuliert: „Was war der Zweck des Treffens in Deptford?“

### Hintergrund
Es gibt keine Zweifel darüber, dass sich Christopher Marlowe zum Zeitpunkt seines Todes in tiefsten Schwierigkeiten, d. h. Todesbedrohung, in erster Linie wegen Hochverrats („Treason“ auf Grund der Verbreitung von Flugblättern - „Dutch Libels“) befand.
Anschuldigungen, er habe andere zum Atheismus überredet, waren vor den Kronrat (Privy Council) gelangt, und er wurde sicher – ob wahr oder falsch – verdächtigt, ein atheistisches Buch für subversive Zwecke geschrieben zu haben. Auf solche Verbrechen stand zu jener Zeit unerbittlich die Todesstrafe. Innerhalb der zwei vorausgehenden Monate waren mindestens drei Personen (Henry Barrowe und John Greenwood am 6. April 1593 sowie John Penry am 29. Mai 1593) für Verbrechen gehängt worden, die nicht schlimmer als die Anschuldigungen gegen Marlowe gewesen waren.

### Die Zeugen
Zu Marlowes nahen Freunden gehörte Thomas Walsingham, der Sohn des Vetters des Geheimdienstchefs der Königin, Sir Francis Walsingham. Ein anderer Thomas hatte in dessen Nachrichten-Netzwerk von Agenten und Spionen gearbeitet.
Marlowe scheint ebenfalls innerhalb des Nachrichtenbereichs gearbeitet zu haben und stand zum Zeitpunkt seines Todes in Diensten von William Cecil, 1. Baron Burghley und seinem Sohn Robert Cecil, 1. Earl of Salisbury. P. Honan schrieb: “One may infer that (they) were inconvenienced by Marlowe’s death.” Es ist deshalb für Anhänger der Marlowe-Theorie von Bedeutung, dass alle an dem Mordfall Beteiligten in irgendeiner Weise mit Marlowes Freund Thomas Walsingham (Ingram Frizer und Nicholas Skeres) oder mit seinen Arbeitgebern, den Cecils (Robert Poley, Eleonora Bull und William Danby), in Beziehung standen.
Der wahrscheinlichste Grund für die Zusammenkunft im Hause von Eleonora Bull in Deptford - so argumentieren die Verfechter der Marlowe-Theorie – müsste gewesen sein, Marlowe vor der drohenden Todesstrafe zu retten. Die vorgetäuschte Tötung allein hätte nicht ausgereicht, aber mit einem verwendeten tatsächlichen Leichnam war die Vortäuschung von Marlowes Tod das Szenario, das alle bekannten Fakten am besten in Einklang bringen konnte. Auch die Tatsache, dass Poley, Frizer und Skeres (alle in Diensten der Krone bzw. des Hofes) ihr Auskommen damit verdienten, dass sie „von Berufs wegen“ überzeugend täuschen konnten, muss eine Relevanz besitzen. Sein  Tod war vorgetäuscht (mit der Auflage, im Exil leben zu müssen) als ein Kompromiss zwischen denjenigen, die seinen Tod eingelöst haben wollten, wie John Whitgift, dem Erzbischof von Canterbury, und denen, die ihn lebend, aber zum Schweigen gebracht haben wollten, wie die Cecils, beispielsweise William Cecil, 1. Baron Burghley.

### Der Untersuchungsrichter und Leichenbeschauer („The Coroner“)
Die Annahme einer Beteiligung von Personen in höchsten Ämtern ist bei Marlowes Tod in jüngster Zeit vermehrt durch die Entdeckung diskutiert worden, dass die Untersuchung („The inquest“) in der Tat damals illegal war. Die Untersuchung einschließlich Leichenbeschau hätte nach damaligem Recht von dem örtlichen County Coroner erfolgen müssen, zusammen (jointly) mit dem Queen’s Coroner, den der County Coroner hinzuzuziehen hatte, sobald das Verbrechen innerhalb der Zwölfmeilenzone (Tudor miles) bei Anwesenheit der Königin erfolgte (i.e. that it was „within the verge“). Anhänger der Marlowe-Theorie argumentieren deshalb, dass es für William Danby als einzige Möglichkeit blieb, den Plan durchzuführen, da es gerade within the verge of the Queen lag und William Danby bereits zuvor über eine geplante „Tötung“ informiert und damit zur rechten Zeit „vor Ort“ war. Wenn es eine Täuschung war, muss William Danby darin massiv involviert gewesen sein und auch die Schweigeeinwilligung der Königin gekannt haben.

### Der Leichnam („The Body“)
Wenn ein Tod vorgetäuscht wird, muss ein Leichnam existieren. Es war wohl D.L. More, der erstmals den am wahrscheinlichsten verwendeten Leichnam zur damaligen Zeit identifizierte. Am Abend vor dem morgendlichen Treffen in Deptford wurde zu einem für eine Erhängung ungewöhnlichen nachmittäglichen Zeitpunkt, ein mit Marlowe altersgleicher Mann John Penry , wegen des Schreibens subversiver Literatur verurteilt, nur zwei Meilen von Deptford entfernt öffentlich  hingerichtet, und es gibt keinerlei Quellen darüber, was mit dem Leichnam danach erfolgte. Von möglicher Bedeutung scheint zu sein, dass der königliche Untersuchungsrichter auch dafür verantwortlich war, was mit diesem Leichnam von John Penry zu geschehen hatte.

## Das Shakespeare-Argument

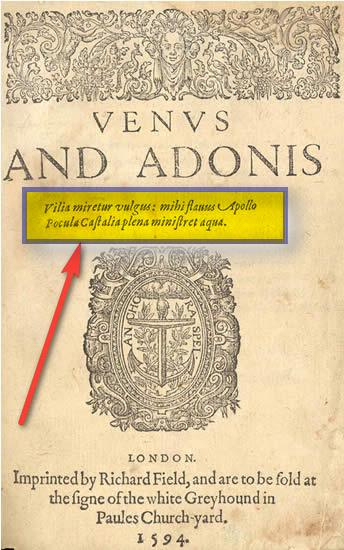
Titelseite des ersten gedruckten Werkes unter dem Namen Shakespeare 1593 (hier Nachdruck von 1594). Die zwei lateinischen Zeilen entstammen als acht- und siebtletzte Zeilen den Ovidschen Elegien (hier I/15 Tod des Dichters), die Marlowe in früheren Jahren vollständig ins Englische übersetzt hatte.

Anhänger der Theorie, Marlowe habe Shakespeares Werke geschrieben, stützen Argumente weit weniger auf die erkannten Unzulänglichkeiten von Shakespeare als Autor (entgegen anderen Urheberschaftszweiflern), als vielmehr darauf, wie viel plausibler Christopher Marlowe als Autor sei, wenn er überlebt habe, da er 

a) bereits zu Lebzeiten ein genialer Dichter und Dramatiker war, 

b) als der eigentliche Schöpfer der sog. „Shakespeare’schen“ Blankverse gilt und 

c) genau die Erziehung, intellektuelle Kontakte und den Zugang zur Literatur hatte, die man von Shakespeare erwarten würde.

Zugleich wäre – bei so vielen unbeantworteten Fragen über seinen Tod – sein vorgetäuschter Tod eine bessere Erklärung als die aller anderen Urheberschaftskandidaten, sowohl als Erklärung für die Fortsetzung eines Lebens als Dramatiker als auch als Erklärung, dies unter einem falschen Namen tun zu müssen. Vertreter der Marlowe-Theorie betonen, dass die ersten klaren Zuweisungen von William Shakespeare zu den Versen und Stücken, die seinen Namen tragen, nur zwei Wochen nach Marlowes Tod erfolgten. Shakespeares erste publizierte Arbeit Venus and Adonis wurde ohne Namen am 18. April 1593 bei der Stationers Company registriert und scheint am 12. Juni 1593 mit dem Namen Shakespeare in den Verkauf gelangt zu sein, da erstmals das Druckwerk schriftlich erwähnt wurde:
Die zwei lateinischen Zeilen auf der Titelseite des ersten gedruckten Werkes unter dem Namen „Shakespeare“, das zugleich als first heire of my invention Henry Wriothesley, 3. Earl of Southampton zugeeignet wurde, entstammen dem Ende der 15. Elegie von Ovid (die den Tod des Dichters besingt!), die Marlowe in früheren Jahren ins Englische übersetzte. Anhänger der Marlowe-Theorie argumentieren, dass es unverständlich wird, warum Shakespeare sein erstes literarisches Werk (Venus und Adonis) mit der lateinischen Inschrift aus einer Marlowe-Übersetzung über den Tod des Dichters beginnt. Dagegen wäre es für Christopher Marlowe plausibel, dass er mit der von ihm übersetzten Elegie (Tod des Dichters) auf seinen erzwungenen Identitätsverlust und damit auf sein erstes Werk unter neuem Namen (first heire of my invention) nur Wochen nach seinem Tod am 31. Mai 1593 hinweist. (Ein offizielles royal document seines Todes entdeckte erst 332 Jahre später (1925) zufällig Leslie Hotson.) Die letzten vier Zeilen dieser Elegie (die den Zeitgenossen gut bekannt gewesen sein muss, aber sicher nicht hätten gedruckt werden können) lauteten in der englischen Übersetzung von Marlowe:
The living, not the dead, can envy bite,

For after death all men receive their right:

Then though death rakes my bones in funeral fire,

I'll live, and as he pulls me down, mount higher.
 Die Lebenden, nicht Tote beißen neidvoll zu,

Denn jedermann erhält erst nach dem Tod sein Recht:

Wenn auch der Tod all mein Gebein beim Leichenbrand zerfetzt,

so werde ich am Leben sein und zieht er mich hinab, so steig' ich doch empor.

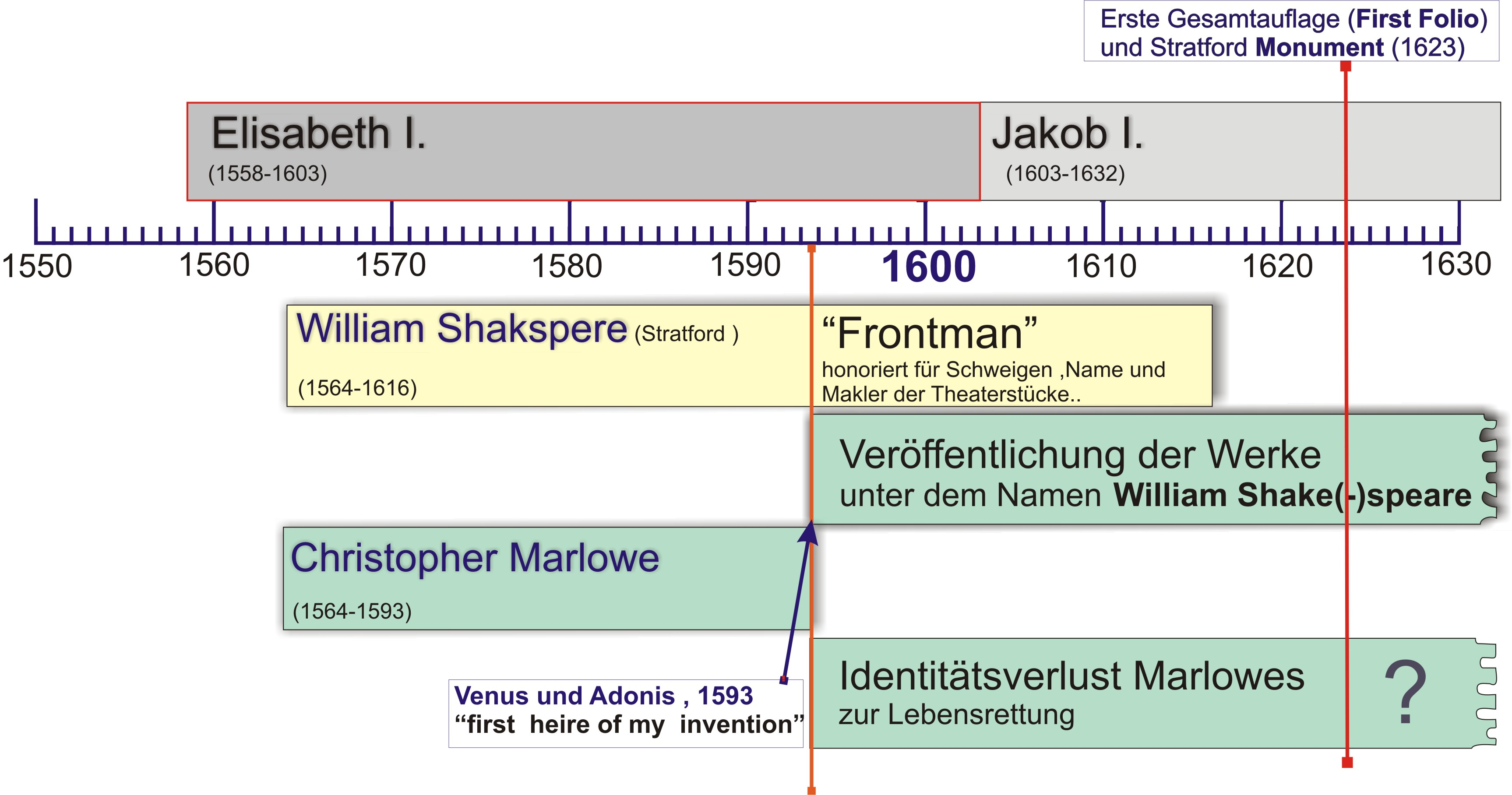
Zeittafel von William Shakespeare und Christopher Marlowe

### Interne Evidenz

#### Stilmerkmale
Stilmerkmale von Christopher Marlowe und William Shakespeare unterscheiden sich in mancher Hinsicht. Einige sind nur statistisch auffällig (siehe Stilometrie), andere sind unmittelbarer zu erkennen. Obwohl Shakespeare und Marlowe gleich alt waren, ist bislang keinerlei Überlappung der schöpferisch-literarischen Perioden beider Personen erkennbar, in denen also beide gleichzeitig geschrieben haben bzw. künstlerisch aktiv waren. Für Anhänger der Marlowe-Theorie bleibt es außerordentlich unplausibel, dass Marlowe durchgehend in der Literatur (einschl. Brockhaus: Bedeutendster Dramatiker vor Shakespeare) als Vorläufer (predecessor) von Shakespeare bezeichnet wird. Dies bedeutet zugleich, dass man sich nicht sicher sein kann, ob erkennbare Stil-Unterschiede von der Urheberschaft zweier verschiedener Autoren herrühren (wie die Literaturwissenschaft annimmt), oder ob sie von derselben Person zu verschiedenen Lebenszeiten geschrieben wurden.
Mit der Analyse von (stilometrischen) Stilmerkmalen beispielsweise ist es möglich, bestimmte für Shakespeare typische Kennzeichen zu identifizieren, wie beispielsweise besondere dichterische Techniken oder die Verwendung von Häufigkeiten gemeingebräuchlicher Worte. Diese Techniken verwendete man für die Argumentation, Marlowe habe Shakespeares Werke nicht geschrieben.
In allen Fällen, bei denen diese Daten gegen die Zeit ausgedruckt wurden, zeigte sich aber, dass Marlowes Werk genau dahin passte, wo Shakespeares Werke am Anfang angelangt wären, hätte er wie Christopher Marlowe irgendetwas vor den frühen 1590er Jahren veröffentlicht.
Dort andererseits, wo Stilanalysen bzw. Stilometrie bei der Unterscheidung helfen könnten, zwischen verschiedenen Werke oder Autoren zu unterscheiden, d. h. zu klären, ob es sich nicht um einen einzigen Autor handelt, ist die Methodik mit vermehrten Zweifeln behaftet. Dies erlebte T.C. Mendenhall, der seinerzeitige Präsident der American Association for the Advancement of Science 1889, schmerzhaft, dessen Arbeiten viele Anhänger der Marlowe-Theorie zur Stützung ihrer Theorie verwenden.
Bei schlechter zu quantifizierenden Unterschieden, die sich vor allem an vielen Stellen bei Inhaltlichem ergeben, wird argumentiert, dass solche Unterschiede in gewissem Ausmaß unter der Annahme vorhersagbar sind, dass Marlowe in seinem Leben vielfältigen Veränderungen ausgesetzt war, mit neuen Wohnorten, Erfahrungen, Lernen, Interessen, Freunden, Bekanntschaften, einer neuen „politischen Agenda“, neuen Finanziers, neuen Aufführungsräumen, neuen Schauspielern und möglicherweise (nicht alle werden hier zustimmen) einem neuen Mitarbeiter, Shakespeare selbst.
Viel wurde in sogenannte „Wort-Parallelismen“ beider Autoren hineingedeutet. Wenn in Marlowes „Jude von Malta“ Barabas Abigail auf einem Balkon über ihm erblickt, sagt sie: But stay! What star shines yonder in the east? 
Er antwortet: The lodestar of my life, if Abigail!. Die meisten würden eine Ähnlichkeit mit Romeos bekanntem Ruf erkennen: But soft! What light through yonder window breaks? Sie: It is the East, and Juliet is the sun!, als sie auf dem oberen Balkon erscheint. Solcher Beispiele sind viele, aber es erscheint schwierig, diese Redewendungen als Argument zu gebrauchen, da unklar ist, ob sie sich ereigneten, weil sie von einem einzigen Autor stammen oder weil sie (bewusst oder unbewusst) einfach von William Shakespeare über Marlowe übernommen wurden.

#### Shakespeares Sonette
Shakespeare-Wissenschaftler bestreiten meist, dass die Sonette  irgendwie „biographisch“ gesehen werden müssen. Anhänger der Marlowe-Theorie argumentieren, dass dies daher rühre, dass sich – anders als die Bezugnahmen zu seinem Vornamen Will oder einem möglichen Wortspiel auf Hathaway – keinerlei Verbindungen zwischen den Inhalten der Sonette und Ereignissen aus dem Leben William Shakespeares herstellen ließen. Anders erscheint dies bei Marlowe unter der Annahme, dass er überlebte und in Ungnade ins Exil geschickt wurde. Anhänger der Marlowe-Theorie argumentieren, dass die Sonette exakt den Zustand reflektierten, der Marlowe nach seinem Exil, d. h. nur vermeintlichen Tod, ereilte.
In Sonnet 25 beispielsweise stünde eine Erklärung im Sinn dieser Theorie bereit, warum dem Dichter Unvorhergesehenes (unlooked for)  passierte, was ihm the chance to boast of public honour and proud titles verwehrte und die zu weit entfernten Reisen, sogar über das Meer, zwang (Sonett 26–28, 34, 50–51, 61). Anhänger jener Theorie betonen, dass sein Weggehen dauerhaft war (Sonett 48), und assoziieren mit seinem Schicksal in disgrace with fortune and men’s eyes seinen outcast state (Sonett 29) und seine blots und bewailed guilt (Sonett 36). Der Dichter sagt auch: made lame by fortune’s dearest spite (Sonett 37). Diese Abschnitte und viele andere, die die Sonette durchziehen, werden daher als Ausdruck von Marlowes vorgetäuschtem Tod und seinem späteren Schicksal im Exil gedeutet.
Es wird behauptet, dass auch viele Texthinweise in den Sonetten Ereignisse von Marlowes vorgetäuschtem Tod und seinem Identitätswechsel erkennen ließen, beispielsweise The coward conquest of a wretches knife (Sonett 74), Aboue a mortall pitch, that struck me dead? (Sonett 86), Which vulgar scandall stampt vpon my brow (Sonett 112), Hence, thou suborned informer! a true soul (Sonett 125) und all diese Inhalte der Sonette durch Marlowes Biografie leicht, durch Shakespeares Biografie bis heute nicht erklärbar seien.
Anders als manche Unterstützer der Theorie von der Urheberschaft Bacons verbringen Anhänger der Marlowe-Theorie in der Regel weniger Zeit damit, in den Werken verborgene Botschaften (hidden messages) etwa in Form von Akrosticha, Mesosticha oder anderen Chiffren, zu suchen. P. Bull beteuerte jedoch, solch eine Botschaft, versteckt in den Sonetten, entdeckt zu haben.
Das in Lateinisch gehaltene Motto auf Marlowes Porträt des Corpus Christi College, „Was mich ernährt, zerstört mich“, wählte der 21-jährige Marlowe selbst als eine Art Lebensmotto. Es taucht in Shakespeares Werken konstant in den Variationen auf, beispielsweise in Sonett 73:
as the death-bed whereon it must expire

Consum’d with that which it was nourish’d by

#### Schlüsselsignale im Werk
Vorgetäuschter oder fälschlich angenommener Tod, Ungnade, Verbannung und Wechsel der Identität sind in Shakespeares Stücken häufig wichtige „Ingredienzen“. Anhänger der Marlowe-Theorie halten sich selten damit auf, Parallelen zwischen Marlowes bekanntem bzw. vorausgesagten Leben einerseits und Ereignissen der Stücke zu suchen, da sie argumentieren, dass man in den Stücken ohnehin alles finde, wenn man nur genug danach suche.
Andererseits gibt es Stellen in den Stücken, in denen es schwierig ist, zu verstehen, warum bestimmte Aussagen einbezogen wurden, falls es (wie geglaubt wird) von vornherein nicht nur für bestimmte Insider gedacht war, beispielsweise, wenn es in Marlowes berühmtem Lied „The passionate shepherd to his love“ heißt:
By shallow rivers, to whose falls

Melodious birds sing madrigals

And I will make the beds of roses

And a thousand fragrant posies
und in Shakespeares Die Lustigen Weiber von Windsor (3.2) durch Evans gesungen wird:
To shallow rivers to whose falls

Melodious bird sing madrigals;

There we make our beds of roses

And a thousand fragrant posies.
so kann dies kein Zufall sein, doch warum vermischt er es mit Worten, die auf dem Psalm 137 - "An den Flüssen von Babylon" basieren, dem wohl bekanntesten jemals in einem Exil geschriebenen Liedtext? Man könnte auch Touchstones Worte in Wie es euch gefällt (3.3) „When a man’s verses cannot be understood, nor a man’s good wit seconded with the forward child, understanding, it strikes a man more dead than a great reckoning in a little room“ als einen direkten Hinweis, („a tribute“) auf Marlowe interpretieren. A. Latham formulierte es folgendermaßen: nobody explains why Shakespeare should think that Marlowe’s death by violence was material for a stage jester.

#### Unterschiedliche Motivationslagen für Shakespeares op.1 und op.2
Anhänger der Marlowe-Theorie betonen, dass sich bei Shakespeares zwei Erstlingswerken (op.1 - Venus und Adonis, 1593 und op.2 - Lucrece, 1594) sehr verschiedene Ausgangs- bzw. Entstehungsbedingungen ergeben, die am plausibelsten die Marlowe-Theorie erkläre.
Während Marlowes vermeintlicher Tod in der Zeit zwischen Registrierung (April 1593) und Druck des Shakespeare‘schen Versepos Venus und Adonis (op.1 1593) lag, erfolgte der Druck von Shakespeares Versepos Lucrece (op.2 1594), der Schändung Lucretias, erst nach Marlowes vermeintlichem Tod (1594).
Dies deuteten „Marlowianer“ derart, dass die Veröffentlichung der länger zuvor verfassten Auftragsarbeit von Lord Burghley (William Cecil) „Venus und Adonis“ akut der Einführung eines ‚neuen’ Dichtergenies (Shakespeare) zugleich mit der unmittelbaren Verdunkelung von Marlowes Tod und seiner Verbannung zu dienen hatte, während die Veröffentlichung von Lucretia (Shakespeare) ein halbes Jahr später mit dem völlig anderen Ziel erfolgte, eine poetische Parabel des „neuen und wahren“ Shakespeare als Rechtfertigung seiner Verfehlung gegenüber Königin Elisabeth zu verfassen.

### Externe Evidenz
Es gibt bislang kein direktes Indiz, dass Marlowe überlebte und erheblichen Einfluss auf Shakespeare ausübte. Bisher besteht die Beweislage darin, dass wenige Schriftstücke vorliegen, die der Meinung der Anhänger dieser Theorie zeigen sollen
a) dass Marlowe nach 1593 noch lebte,
b) dass verborgene Botschaften auf Shakespeares Grab gefunden wurden.
Die zwei Nachrufe in Gedichtform auf Shakespeare in den First Folio von Hugh Holland und J. M. sprechen von einem „frühen“ Tod (soone), womit nicht Shakespeare im 52. Lebensjahr (angesichts der damals üblichen Lebensspanne), sondern nur der frühe vermeintliche Tod Marlowes gemeint sein könne.
For though his line of life went soone about (Hugh Holland)
WEE wondred (Shake-speare) that thou went'st so soone (J.M.)

#### Identität nach 1593

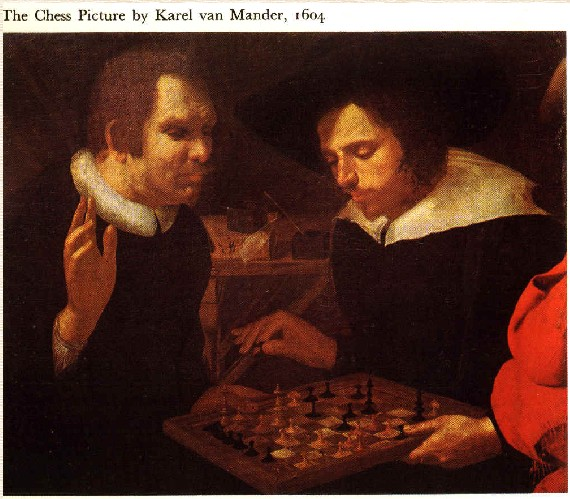
Kontrovers diskutiertes Gemälde, das lange dem hölländischen Maler van Mander Anfang des 17. Jahrhunderts zugeschrieben wurde und zwei idealisierte Dichter darstellt, möglicherweise ein Ausschnitt eines vormals größeren Bildes. Als Figuren wurden Johnson und Shakespeare (Marlowe?) diskutiert.

Es wurden verschiedenste Personen vorgeschlagen, nach 1593 Christopher Marlowe (von dem man damals annahm, 1593 gestorben zu sein) gewesen zu sein. Obwohl hier nicht jede Person aufgeführt wird, sind als Beispiele zu erwähnen,
- Hugh Sanford, der mit dem Earl of Pembroke im Wilton House in Wiltshire lokalisiert wurde[49]
- ein Christopher Marlowe (alias John Matthews), der um 1602 in Valladolid auftauchte,[50] und
- ein Monsieur Le Doux, ein Nachrichtenmann für Lord Essex, der als ein French Tutor 1605 bei Rutland arbeitete,[51] und anscheinend auch
- ein Engländer, der 1627 in Padua starb, und dessen Familie – bei der er lebte – von ihm sagte, er sei Marlowe gewesen (auch wenn es nicht notwendigerweise der Name war, unter dem er allgemein bekannt war), ohne dass bis heute sichere Bestätigungen hierüber erlangt worden wären.[52]

Falls Don Fosters Argument zutrifft, dass der „begetter“ der Sonnette den Dichter selbst meine, erschiene es Anhängern der Autorenschaft Marlowes für die Werke Shakespeares plausibel, dass Mr. W.H. kein Druckfehler war, wie Foster meint, sondern die Identität von Marlowe im Jahre 1609 (einschließlich des Namens Will?) offensichtlich auch mit diesen Initialen Sinn ergab.

#### Verborgene Botschaften
Zumindest zwei Anhänger der Theorie, W. Honey und R. Ballantine, gehen davon aus, dass die vier Zeilen auf Shakespeares Grabmal ein Anagramm seien. Insgesamt spricht die Tatsache, dass beide, Honey und Ballantine, zu verschiedenen Ergebnissen kamen, eher für die Schwäche jenes Ansatzes. Anagramme als solche sind nützlich, verborgene Botschaften zu übermitteln, einschließlich von Erst- oder Autorschaftsansprüchen, die bereits von Galileo und Huygens verwendet wurden, die aber bei der Zahl möglicher Antworten nur nützlich scheinen, wenn sie eine Bestätigung dafür hergeben, den eigentlichen Schöpfer zu kennzeichnen.
Es erstaunt, wie viele Shakespeare-Verschwörungstheoretiker ihre Zeit mit der Suche nach buchstabenorientierten Chiffren für versteckte Botschaften zubrachten, von denen sie annahmen, dass geeignete Techniken die Doppeldeutigkeit zeitgenössischer Dichter oder Dramatiker mit Hilfe des Spieles von Worten aufdecken. In diesen Auseinandersetzungen haben Skakespeare-Wissenschaftler aus der First-Folio-Ausgabe Wendungen zitiert wie die von Ben Jonson, der dem Kupferstich-Porträt von Droeshout bescheinigt, dass es das Gesicht Shakespeares gut traf („hath hit his face well“), oder der Shakespeare den „süßen Schwan“ nennt („sweet Swan of Avon“), oder die Bezugnahme auf die Vergänglichkeit des Grabmals erwähnt („Time dissolves thy Stratford moniment“). Dennoch sind all diese Wendungen vielfältig zu deuten. So könnte ein Gesicht (face) entsprechend dem „Oxford English Dictionary“ (10.a) etwas ganz anderes bedeutet haben (an outward show; assumed or factitious appearance; disguise, pretence), und die Bedeutung des Swan of Avon könnte nicht nur an den Fluss the Avon that runs through Stratford, sondern auch an Daniels Delia denken lassen, in dem er an „Wiltshire“ denkt (But Avon rich in fame, though poor in waters… Shall have my song, where „Delia“ hath her seat).

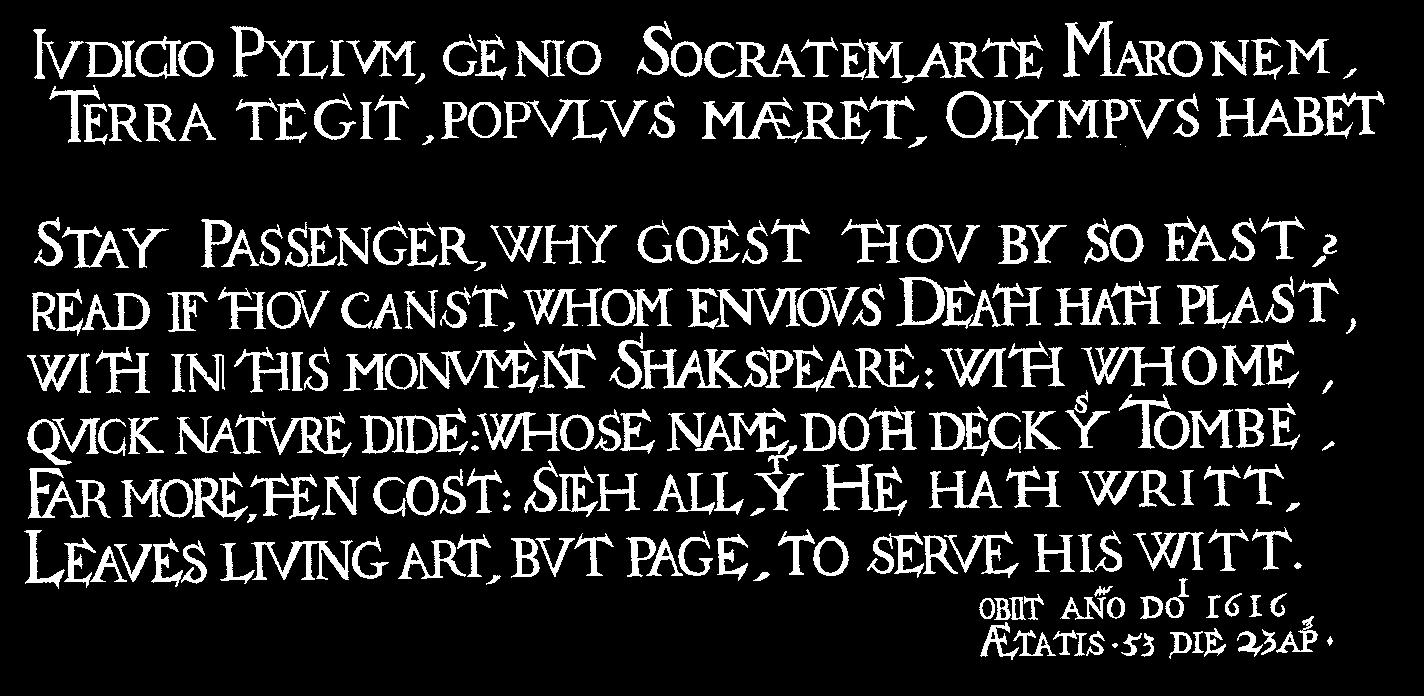
Inschrift unter Shakespeares Grabmonument

Und wenn Leonard Digges schreibt “And Time dissolves thy Stratford moniment”, kann man naturgemäß auch annehmen, dass mit der Zeit eine „Lösung, Auflösung, Erklärung“ gemeint gewesen sein kann (time will eventually „solve, resolve or explain“ it (O.E.D. 12)).
All dies vermag Sinn zu ergeben, wenn man bedenkt, dass es auf gleiche Weise möglich erscheint, das gesamte Gedicht auf dem Grabmal von Shakespeare (Stay Passenger…) anders zu deuten, indem es uns einlädt, das Puzzle zu lösen, wer sich in jenem Grab mit Shakespeare befinde. Als Antwort stellt sich heraus, dass es „Christofer Marley“ war, exakt wie Marlowes eigener Name damals buchstabiert wurde.

### Der Calvin-Hoffman-Preis
Calvin Hoffman, der Autor des Buches The Murder of the Man who was Shakespeare (1955), starb 1987 in der Überzeugung, dass Marlowe der wahre Autor von Shakespeares Werken war. Beunruhigt darüber, dass die Theorie ihn nicht überlebe, stiftete er der Kings School in Canterbury, die Marlowe als Knabe absolviert hatte, einen hohen Betrag für eine jährliche preiswürdige Abhandlung (15.000 Pfund jährlich) zur Shakespeare-Marlowe-Theorie.

Die Treuhänderschaft hat festzulegen, dass der jährliche Gewinner jener sein soll, 

„[…] der nach Ansicht der King's School am überzeugendsten und informativsten das Leben und die Werke von Christopher Marlowe und die Urheberschaft der Stücke und Gedichte, die man heute gemeinhin William Shakespeare zuschreibt, eingehend untersucht und erörtert, insbesondere angesichts der Möglichkeit, dass Christopher Marlowe einige oder alle jener Gedichte und Stücke schrieb oder einige inspirierende kreative oder kompositorische Beiträge zu deren Urheberschaft leistete[…]“

Der Vergabebeschluss sollte stets von einem herausragenden Shakespeare-Wissenschaftler getragen werden. Trotz Hoffmans klaren Absichten wurde noch nie ein Essay zur Marlowe-Theorie prämiert. Michael Rubbos Film bekam einen Anteil des Preises 2002, aber der Verleiher jenes Jahres, der Shakespeare-Forscher Jonathan Bate, wählte den Film mehr als Ausdruck der Exzentrizität der Marlowe-Theorie aus denn als Ausdruck plausibler Argumentation. Seitdem erhielten jenen Preis nur „orthodoxe“ Shakespeare-Forscher. Im Jahre 2007 wurde der Preis ausgeschrieben für eine distinguished publication on Christopher Marlowe, ohne dass die Autorschaftsfrage noch erwähnt wurde.
Eine weitere Bedingung Calvin Hoffmans für die ursprüngliche Treuhänderschaft lautete:

„Erbrachte in einem Jahr die zum Gewinner des Preises erklärte Person nach Ansicht der King's School unwiderlegbare und unbestreitbare Beweise und Belege, die die Fachwelt der Shakespeare-Gelehrten überzeugt, dass alle Stücke und Gedichte, die man heute  William Shakespeare zuschreibt, von Christopher Marlowe verfasst wurden, wird die Preissumme für jenes Jahr erhöht. Der Gewinner erhält absolut die Hälfte des Kapitals oder des Korpus des gesamten Treuhandfonds.“

Danach müssten bereits Hunderttausende englischer Pfund angehäuft sein. Calvin Hoffmans Absicht scheint völlig ignoriert zu werden, obwohl ein Nutzen daraus resultierte, dass mehr Forschungsaktivitäten und Publikationen in die Marlowe-Theorie investiert wurden, als dies ansonsten absehbar gewesen wäre.